# 松久寺
松久寺（しょうきゅうじ）は、神奈川県鎌倉市にある曹洞宗の寺院。

## 概要
創建年代は不明であるが、1655年（明暦元年）寂の心霊牛道によって開山されたことから、江戸時代前期に創建されたものと推測される。
元々は江戸（現・東京都）に位置しており、1668年（寛文8年）に芝白金に移転した。そして1966年（昭和41年）に現在地に移転した。
近年、墓参者用に嘉穂製作所製のスロープカーが設置された。

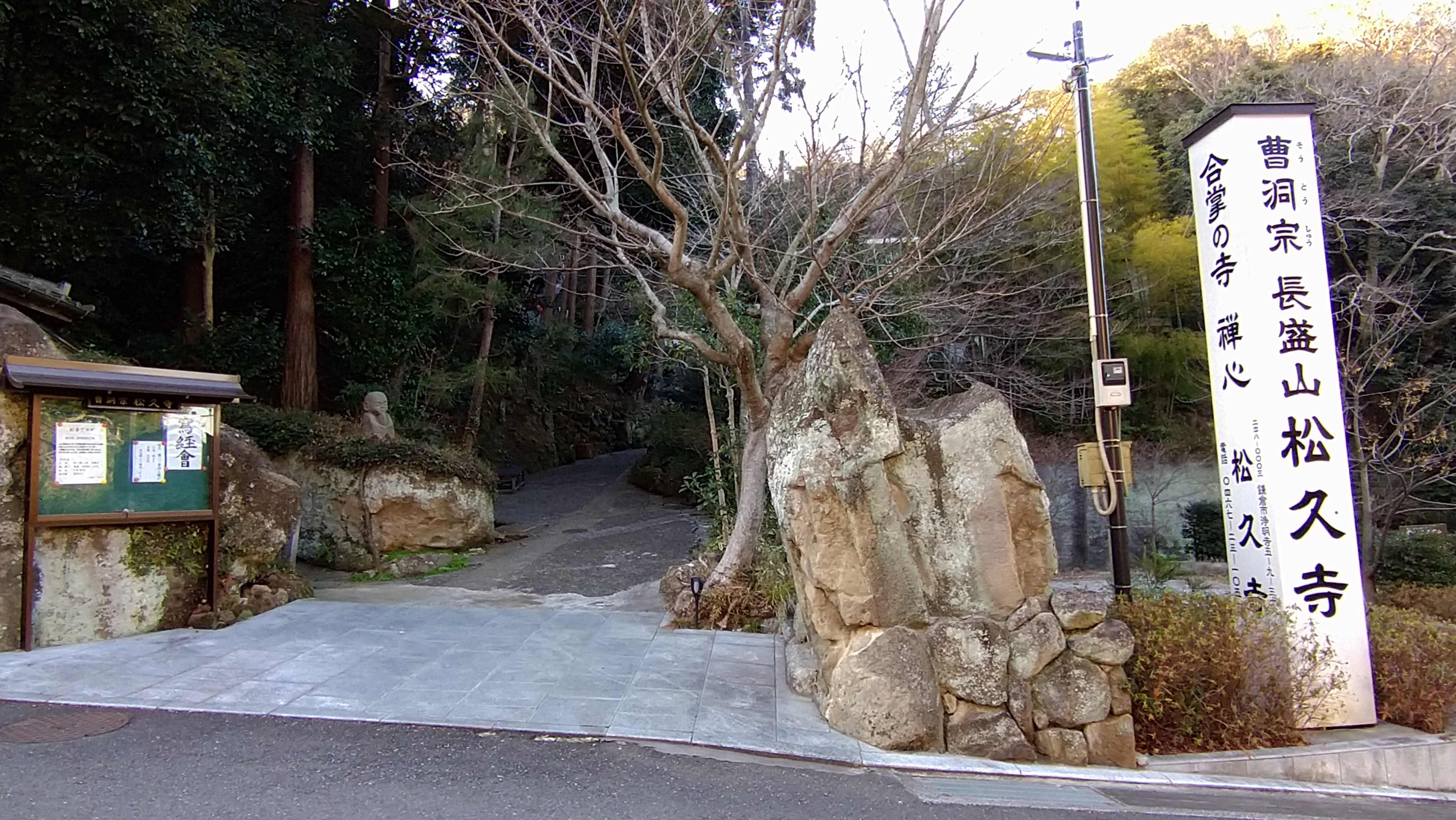
松久寺参道入口
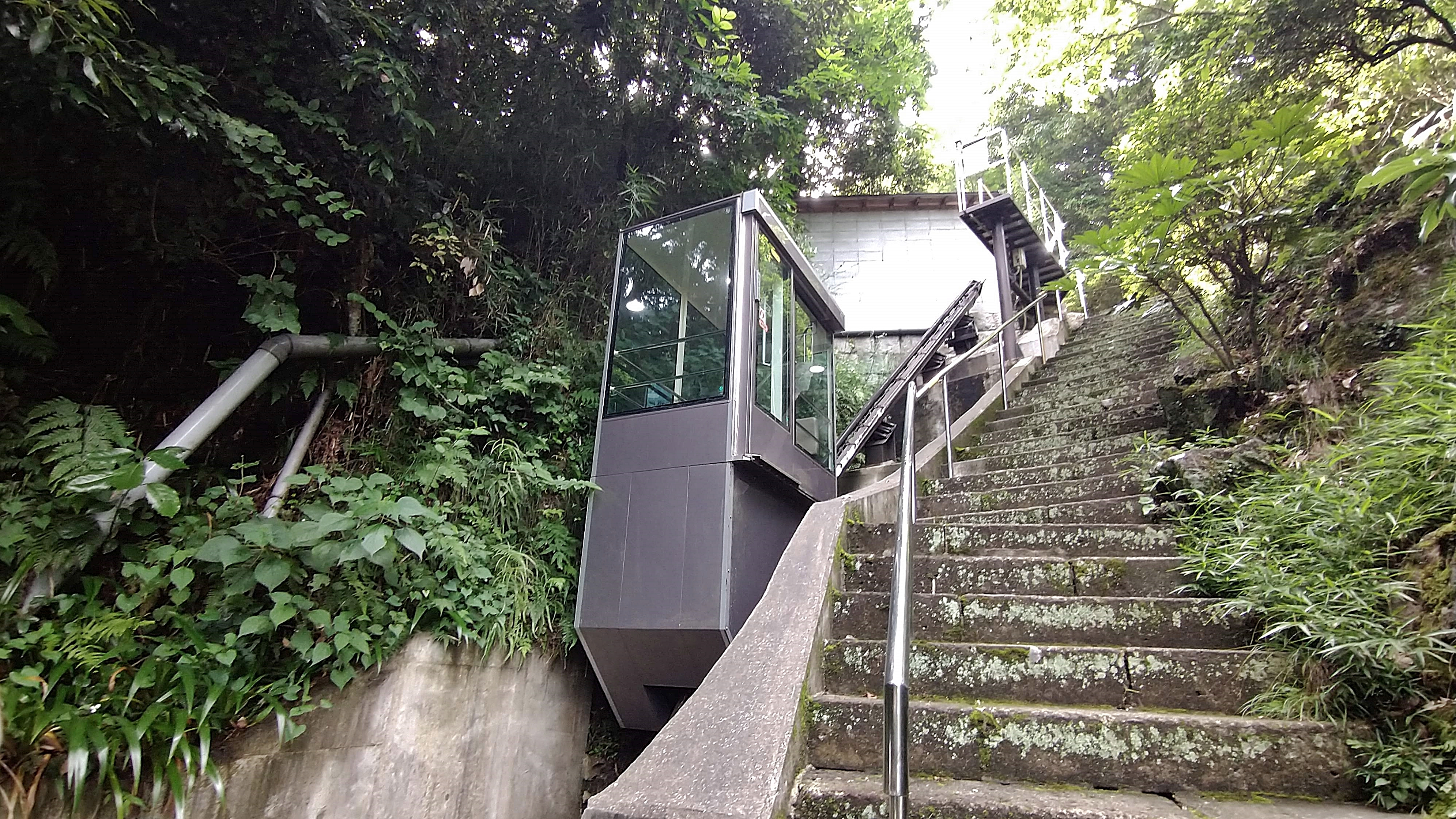
墓参用のスロープカー

## 交通アクセス
- 路線バス青砥橋停留所より徒歩3分。